# Ruschia dichroa
Ruschia dichroa är en isörtsväxtart som först beskrevs av Robert Allen Rolfe, och fick sitt nu gällande namn av L. Bol. Ruschia dichroa ingår i släktet Ruschia och familjen isörtsväxter. Inga underarter finns listade i Catalogue of Life.